# 이유빈 (가수)
이유빈(2002년 ~ )은 대한민국의 가수이다.
2022년 싱글 《Love U》로 데뷔했다.

## 방송
- 캡틴 (2020) - Top7(5위)

## 음반
- 캡틴 (CAP-TEEN) TOP7 (2021)
- Love U (2022)

## 피처링
- 새벽창문 <우리가 헤어졌다는 걸> (2022)
- 브런치 레시피 <너를 생각해> (2022)
- 새벽창문 <아직 널 사랑해> (2022)
- 새벽창문 <두 번 다시 사랑할 수 없겠지> (2022)